# Natalie Horler
Natalie Christine Horler (Bonn, 23 de setembro de 1981) é uma cantora e apresentadora de televisão alemã, conhecida internacionalmente por ser a representante do grupo alemão de eurodance e trance Cascada.

## Biografia
De ascendência britânica, é filha do renomado músico de jazz David Horler e da professora de Língua Inglesa Christine Horler. 
Quando criança já começava a se interessar pelo ramo da música. Até forma-se no Ensino Médio gravou músicas com o seu pai, no estúdio que possuíam em casa, conciliando com as aulas de canto e dança.

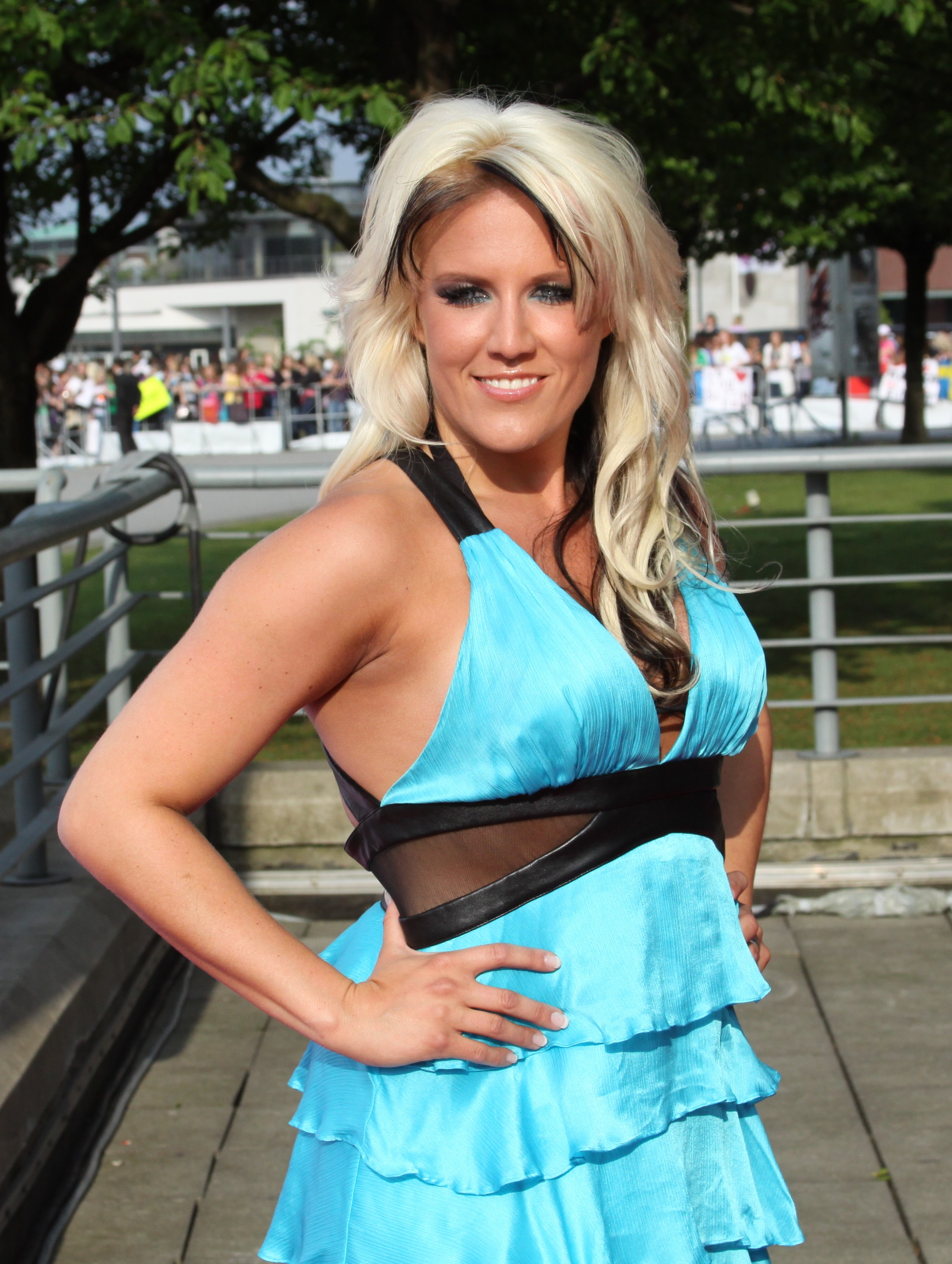
Naty em 2010.

O sucesso de Everytime We Touch, mais tarde “Evacuate The Dancefloor” entre outras músicas não foi só resultado de talento.
Natalie dedicou-se desde o inicio ao projeto viajando incansavelmente por todo o mundo, tanto foi o esforço que em Novembro de 2010 a vocalista precisou submeter-se a uma cirurgia nas cordas vocais. A operação foi realizada em Berlim, dias após a cantora ter esclarecido pessoalmente a situação. A recuperação seguiu por 6 semanas em Viena e ao final de tudo Natalie agradeceu aos fãs pelo carinho.
Em várias entrevistas a vocalista declarou que o fato de estar sempre trabalhando e viajando dificultava um pouco mais seu contato com família, amigos e um chance de relacionamento. Porém em Abril de 2010, Natalie tornou público seu namoro com o ex-modelo e agora empresário alemão Maurice durante uma viagem as Ilhas Baleares.
Um ano depois, em maio de 2011, o rumor de que ambos teriam se casado pegou de surpresa seus fãs e a imprensa. Após o espanto Horler confirmou que ela e Maurice, que na verdade já se conheciam desde jovens, se casaram em uma pequena cerimônia entre familiares e amigos próximos na Itália. Algumas fotos do casal foram divulgadas incluindo o vestido desenhado pela própria cantora.
Ela apareceu na capa da edição alemã de agosto de 2011 da revista Playboy.

## Carreira
Aos 17 anos Natalie começou sua carreira de forma profissional. Trabalhando com vários DJ’s começou a ganhar espaço e nome no meio da música eletrônica graças a músicas como 2Vibez (“Sometimes”),  Akira (‘Piece of Heaven”), Phalanx (“I’m Alive”), Scarf! (“Odysee”), Manyou (“Drifting Away”), Diamond (“Reason”),  Siria (“Endless Summer” e “I Will Believe It”), incluindo o backing vocal de "What a Good Man" da cantora Millane Fernandez.
No meio de todos esses DJ’s conheceu Yanou e Manian, futuros colegas de trabalho. A primeira música de seu novo projeto, “Miracle”, chamou mais atenção do que o esperado e desde então não parou mais.
Álbuns lançados em um curto espaço de tempo e turnês longas que rodavam pelo Mundo inteiro garantiram o sucesso do projeto que continua até hoje.
Além das entrevistas, participações especiais e performance na televisão em 2006 apresentou como convidada o programa “Back @ Ya” pelo canal bpm:tv no Canadá e “The Clubland Top 50” pelo canal 4Music no Reino Unido. Recentemente foi convidada para ser jurada no programa “Deutschland sucht den Superstar”, a versão alemã do America Idol.
1. ↑  «Popstar Cascada: Heimliche Hochzeit» (em alemão). Bild. Consultado em 27 de março de 2024